# 1990年のテレビ (日本)
1990年のテレビ（1990ねんのテレビ）では、1990年（平成2年）の日本におけるテレビジョン放送全般の動向についてまとめる。

## 番組関係の出来事

### 1月
- 1日
  - 日本テレビ系で、それまでの『豪華!スター家族対抗初春ジャンボクイズ!』と『輝け!!人気スターチーム対抗大合戦!』に代わる正月特番として、大型生放送番組『平成あっぱれテレビ』を開始、2001年まで継続する。
  - フジテレビ系で正月恒例特番『第28回新春スターかくし芸大会』を放送。この回より番組テーマ曲「一月一日」が、宮川泰編曲バージョンからたかしまあきひこ編曲バージョンに変更、2010年の最終放送まで使用される。
- 4日・5日 - フジテレビ系『森田一義アワー 笑っていいとも!』がハワイから生放送（番組初の衛星生中継）。
- 7日
  - フジテレビ系日曜18時台前半枠で、さくらももこ原作のホームアニメ『ちびまる子ちゃん』（第1期）が放送開始（1992年9月27日一旦終了、1995年1月から第2期放送開始）。
  - NHK大河ドラマ第28作『翔ぶが如く』（司馬遼太郎原作、西田敏行主演）放送開始（ - 12月9日）。
- 14日 - テレビ朝日系のクイズ番組『象印クイズ ヒントでピント』の男性軍新4枠に元・シブがき隊の薬丸裕英と女性軍新4枠に元・おニャン子クラブの生稲晃子が登板。これに合わせ高田純次、山下規介、東ちづるが2枠、3枠に昇格[1]。
- 15日 - NHK主催の成人の日イベントで、前年までの『青年の主張コンクール』をこの年から『'90NHK青春メッセージ』に改題・リニューアルし、東京・渋谷のNHKホールで開催、総合テレビで生放送。2004年まで毎年開催された。
- 23日 - 31日 - フジテレビ系のスポーツニュース番組『プロ野球ニュース』が、1976年4月1日の放送開始から通算して放送5000回（2月2日）となるのを記念して、約9日間に亘って特集企画を放送。初日となった23日には、当時のキャスター陣（月〜金：野崎昌一、須田珠理、土・日：中井美穂〈野崎と中井は当時フジテレビアナウンサー〉）に加え、佐々木信也、みのもんたら歴代キャスターがスタジオに集結した。

### 2月
- 18日 - 第39回衆議院議員総選挙が行われ、NHK・民放各局で夜に選挙特別番組を放送。このためNHK総合では大河ドラマ『翔ぶが如く』が放送休止となった（大河ドラマが選挙特番で休止となったのは初）。

### 3月
- 6日 - NHK教育で放送された子供向け工作番組『できるかな』が終了。1967年4月から始まった前身番組『なにしてあそぼう』と合わせて23年の歴史に幕。最終回では、普段は喋らない進行役の「ノッポさん」（高見映）が「あ～あ、喋っちゃった」と言った後、番組終了のご挨拶をして締め括った。
- 9日 - 日本テレビ系アニメ『魔神英雄伝ワタル2』が放送開始。1988年に放映された『魔神英雄伝ワタル』の続編作品。
- 18日（17日深夜） - TBS系の深夜番組『平成名物TV』が当該番組スタッフの不祥事により、この日の『いかすバンド天国（イカ天）』をはじめ3番組全てを休止。TBSでは同日、スペシャルドラマ2本（『兜町』『お交際したい!!』）の再放送に差し替えた。
- 25日
  - 関西テレビ・フジテレビ系で1979年から続いた花王一社提供の単発バラエティ番組『花王名人劇場』が終了、10年半の歴史に幕。
  - 日本テレビ系で1957年から続いた長寿番組『ミユキ野球教室』がこの日の放送をもって終了、33年の歴史に幕。
- 26日 - 日本テレビ系のランキング歌謡番組『歌のトップテン』の終了により『NTV紅白歌のベストテン』（1969年10月 - 1981年3月）から続いた『トップテンシリーズ』がこの日、特別番組『今夜で最後!すべて見せます 紅白歌のベストテンから歌のトップテン 〜さよなら、ありがとう〜』を放送して20年半の歴史を締め括った。
- 28日 - フジテレビ系『笑っていいとも!』で、1983年10月から水曜日にレギュラー出演していた所ジョージが降板。6年半にわたるレギュラー出演に幕。
- 29日 - 毎日放送制作・TBS系で1983年4月から続いた『世界まるごとHOWマッチ』が司会の大橋巨泉の「セミリタイヤ宣言」により終了、7年の歴史に幕。後継番組は『HOWマッチ』のコンセプトを継承した『世界まるごと2001年』（司会：山口美江）が放送開始（ - 1991年3月）。
- 30日
  - TBS系で平日正午に放送されていた山城新伍司会のトークバラエティ番組『新伍のお待ちどおさま』がこの日で放送終了、4年5ヶ月の歴史に幕。TBSの正午枠では『ベルトクイズQ&Q』（1969年 - 1980年）終了後、『スーパーダイスQ』（1980年 - 1984年）の4年を軽く超える放送期間となった。
  - 日本テレビ・読売テレビ系で1965年11月8日に始まった深夜テレビ番組の草分け、『11PM』が24年の歴史に幕。
- 31日
  - TBS系のクイズ番組『クイズダービー』の初代司会者、大橋巨泉がこの日の放送をもって卒業（前述の「セミリタイア宣言」のため）。
  - テレビ東京系で1984年から続いた関口宏司会の『テレビあっとランダム』が終了。

### 4月
- 1日
  - 日本テレビ系で、前年にプロ野球選手を引退し同局野球解説者となった中畑清（元巨人、前DeNA監督）と、前年に同局を退社しフリーアナウンサーとなった徳光和夫のコンビ司会によるスポーツ情報番組『スポーツジョッキー 中畑クンと徳光クン』を開始（9月より『中畑&徳光のスポーツ熱中宣言』に改題、1991年3月まで続く）。
  - 夕方のニュース番組の草分けで、1962年から続いた『JNNニュースコープ』（TBS系）が終了、28年の歴史に幕（平日版は3月30日終了）。
  - 関西テレビ・フジテレビ系で『名人劇場』に続く花王一社提供の単発特別番組枠『花王ファミリースペシャル』開始（ - 1996年9月）。
- 2日
  - NHK、平成2年度の新年度編成を開始。
    - 平成2年度前期連続テレビ小説『凛凛と』（出演：田中実、荻野目慶子ほか）放送開始（ - 9月29日）。初回視聴率29.4%と、連続テレビ小説の初回としては初の30%割れを記録した。半年間の平均視聴率は33.9%（関東地区、ビデオリサーチ調べ）。
    - 平日21時台のニュース番組は『NHKニュースTODAY』から『NHKニュース21』へ衣替え[2]。
    - 深夜のニュース・情報番組として『NHKミッドナイトジャーナル』が放送開始。キャスターにノンフィクション作家の山根一眞が務めた[3]。

  - 民放各局では、情報・報道番組の大幅改正が行われた。
    - 日本テレビ系では、『NNNニュースプラス1』はメインキャスターの徳光和夫が前述の『中畑クンと徳光クン』の司会の為、月 - 木担当となり、新たに久能靖（金・土担当）、永井美奈子（月・火担当）、木村優子（水 - 土担当）両アナウンサー、スポーツコーナーを多昌博志アナウンサーが新加入。『NNNきょうの出来事』は櫻井よしこの冠番組となり月 - 木曜日のキャスターを櫻井が一人担当となり。スポーツコーナーを同局の松永二三男アナウンサー。金 - 日曜日を司会を同局の井田由美アナウンサー、スポーツコーナーを雲野右子が担当。また深夜番組『EXテレビ』を放送開始。司会は月・水・金曜（日本テレビ）が三宅裕司、火・木曜（読売テレビ）は上岡龍太郎と島田紳助（ - 1994年3月）。
    - TBS系では、朝の情報番組『朝のホットライン』は『THE WAVE』とタイトルを変えリニューアル（ - 9月28日）。司会は前番組に引き続き草野仁が務めた。お昼枠では森本毅郎司会の『ぴりっとタケロー』が放送開始（同年9月28日放送終了）。夕方枠では『JNNニュースの森』が放送開始。ここから平日18時台は1時間番組となる（ - 2005年3月）。メインキャスターは『テレポートTBS6』の荒川強啓、久和ひとみ。お天気コーナーは同様に森田正光。スポーツコーナーは佐古忠彦アナウンサーが新加入という形で務めた。
    - フジテレビ系では、朝の情報番組『FNNモーニングコール』は『FNN朝駆け第一報!』とタイトルを変え1時間番組としてリニューアルスタート（ - 1991年4月5日）。司会は前番組に引き続き小林穂波。アシスタントは小出美奈が務めた。『グッドモーニングジャパン』もスタート（6月29日で打ち切り）。『おはよう!ナイスデイ』は司会陣が横井克裕、松尾紀子両アナウンサーに交代。『生島ヒロシのおいしいフライパン』は出演者はそのままに新たにフリーアナウンサーの石川小百合を加え『生島ヒロシのもっと・自由な生活』とタイトルを変えリニューアル（ - 9月28日）。また夜の『プロ野球ニュース』は後述の『NEWSCOM』開始に伴い単独番組となり、放送時間も平日の45分と土・日曜の60分から65分に拡大・統一。
    - テレビ朝日系、まず早朝には『CNNデイブレイク』がスタート。司会はジャーナリストの小西克哉と同局の川瀬眞由美アナウンサーが務めた。『やじうまワイド』は新アシスタントに同局の玉利かおるアナウンサーが登板。『モーニングショー』は新アシスタントに同局の篠田潤子アナウンサーが登板。午後12時台には『ホットライン110番』がスタート（1991年3月29日放送終了）。司会は前番組に引き続き宮尾すすむと新たに元TBSアナウンサーの小島一慶と女優の上沼恵美子、同局の南美希子アナウンサーが務めた。『ニュースステーション』はスポーツコーナーを同局の松井康真アナウンサーが全曜日担当となった。
- 4日 - NHK教育で子供向け工作番組『つくってあそぼ』が放送開始（ - 2013年3月30日）。
- 7日
  - （6日深夜）フジテレビ系金曜深夜枠の音楽番組『ヒットスタジオR&N』『ヒットスタジオINT'L』を1枠に統合した複合枠『ヒットスタジオ コンプレックス』に統合（ - 9月29日）。なお、これに伴い両番組のMCが交代、『R&N』は古舘伊知郎に代わってバブルガム・ブラザーズと戸川純が、『INT'L』は服部まこ（後に服部真湖に改名）がそれぞれ登板。
  - 読売テレビ制作・日本テレビ系で土曜朝に報道情報番組『これが問題!土曜8時』（司会：市川森一）放送開始（ - 12月29日。後に『ウェークアップ!』（後の『ウェークアップ!ぷらす』）へ継承）。読売テレビは他局に遅れて土曜朝の全国ネットワイド番組に参戦する形となった。
  - テレビ東京系で、徳光和夫（元日本テレビアナウンサー）[注 1]司会の情報番組『徳光のTVコロンブス』開始（ - 1995年3月）。
  - 日本テレビ系土曜23時枠前半で、逸見政孝（元フジテレビアナウンサー）司会による音楽トークバラエティ番組『夜も一生けんめい。』が放送開始（逸見の没後も徳光和夫の司会で番組が継続して1994年3月まで続き、以後『夜もヒッパレ一生けんめい』→『THE夜もヒッパレ』と続く）。
- 9日 - フジテレビ系で深夜ニュース番組『FNN NEWSCOM』が放送開始。司会は前番組『FNN DATE LINE』から引き続き木村太郎が務め、月〜水曜は山口美江（女優）、木・金曜は島森路子（雑誌編集長）がキャスターを務めた（ - 1994年3月、後に『ニュースJAPAN』→『あしたのニュース』へ継承）。
- 11日 - 日本テレビ系の期首改編特番スーパークイズスペシャル第1回『4月は人気番組でSHOW by ショーバイ!!』を放送。以後、スーパークイズスペシャルは1999年まで10年間にわたり、毎年春・秋の恒例となった。
- 13日 - フジテレビ平日17:30枠の日替わりテレビ放送枠『ティーンズゴールデンタイム』の『がきデカ』が3月終了のため、残った『かりあげクン』『まじかるハット』『たいむとらぶるトンデケマン!』『らんま1/2(熱湯編)』をこの日より金曜16:00 - 18:00に集約し、『金曜アニメランド』として放送。
- 14日 - TBS系のクイズ番組『クイズダービー』の新司会者に徳光和夫が就任、セットリニューアルなどを行い新装スタート（徳光は最終回まで担当）。
- 16日 - 毎日放送の月曜深夜枠で、明石家さんま司会による関西ローカルのバラエティ番組『痛快!明石家電視台』が放送開始。2020年現在も続く長寿番組となる。
- 19日 - フジテレビ系でオムニバス形式のテレビドラマ『世にも奇妙な物語』が放送開始。ストーリーテラー役にタモリが出演。レギュラー放送は中断期間を挟みながら1992年9月まで続き、その後も特別番組として放送している[4]。
- 25日 - フジテレビ系『夜のヒットスタジオSUPER』が放送1111回を記念して、香港から生放送。

### 6月
- 29日 - 秋篠宮（元・礼宮）親王と川嶋紀子の御成婚パレードをNHK・民放各局で生中継[5]。
- 30日 - 関西テレビで1984年7月から続いた人気深夜番組『エンドレスナイト』が終了、6年の歴史に幕。

### 7月
- 9日
  - フジテレビ系『笑っていいとも!』がこの日、放送2000回を達成。この日の放送では当時のレギュラー陣が総出演した[6]。
  - 日本テレビ系月曜20時枠で、同年4月から放送していた『所さんのまっかなテレビ』が低視聴率のため、2日に打ち切りとなり、つなぎ番組として、同じく所ジョージ司会で海外の映像を紹介するバラエティ番組『世界まる見え!テレビ特捜部』が放送開始。司会は所の他、新たに日本テレビ出身のフリーアナウンサーである楠田枝里子を迎えた。レギュラー放送は9月17日をもって一旦終了（休止）となったが、好評だったため翌年4月から正式の番組として再開、2023年現在も継続中。この当時ビートたけしはレギュラーとして参加しておらず、終了後の9月28日に放送された特番から登場している。

### 9月
- 16日 - 日本テレビ系で1966年から続いた『日立ドキュメンタリー すばらしい世界旅行』が終了、24年間、放送回数1010回にわたる歴史に幕。
- 21日 - 毎日放送制作・TBS系のドキュメンタリー『野生の王国』が1963年以来27年の歴史に幕。
- 30日 - TBS系の紀行ドキュメンタリー番組『兼高かおる世界の旅』が終了、31年の歴史に幕[注 2]。

### 10月
- 1日
  - NHK総合、平成2年度後期連続テレビ小説『京、ふたり』（大阪放送局制作、出演：山本陽子、畠田理恵ほか）放送開始（ - 1991年3月30日）。
  - NHK教育、東名阪地域にて音声多重放送を開始[7]。これに伴い、教育テレビのみで放送していた番組の一部が同放送を開始。又、総合テレビで以前からステレオで放送していた『おかあさんといっしょ』『みんなのうた』『母と子のテレビ絵本』が教育テレビでもステレオ放送となる[8]。
  - TBS系情報・報道番組が大幅改正。朝枠では新情報番組『ビッグモーニング』が放送開始（ - 1994年9月30日）。司会は元・同局のアナウンサーでタレントの生島ヒロシと元・フジテレビアナウンサーの寺田理恵子が務めた。お昼枠では森本毅郎司会の『ぴりっとタケロー』が『悠々!お昼です』とタイトルを変えリニューアル（ - 1991年9月27日）。
- 3日 - フジテレビ系で1968年から続いた歌謡番組『夜のヒットスタジオ』シリーズがこの日の3時間特番『ありがとう&さようなら 夜のヒットスタジオ』をもって終了。22年、1131回にわたる放送の歴史に幕。
- 7日 - 関西テレビ・フジテレビ系日曜22時台で、山城新伍・島田紳助の司会により、ゲストの芸能人による過激なトークが売り物のトーク番組『新伍&紳助のあぶない話』が放送開始（ - 1996年6月30日）。
- 15日 - TBS系『ナショナル劇場』の時代劇・『大岡越前 第11部』が最終回を迎え、当番組で猿の三次役を務め同劇場で出演を続けていた松山英太郎の最後の出演となった（松山は1991年1月11日に食道癌で死去）。
- 19日 - フジテレビ系、新設された金曜23時枠で歌謡番組『ヒットパレード90's』放送開始（司会：みのもんた、髙嶋政宏、高木希世子）。当初は録画放送だったが、半年後には生放送となった。みのは最終回まで司会を担当（ - 1991年10月4日）。
- 22日 - TBS系『ナショナル劇場』枠で時代劇・『水戸黄門 第20部』が放送開始。同シリーズの中で一番長い旅となった。また本部よりナレーターが10月2日に死去した芥川隆行に代わり、芥川の後輩で元TBSアナウンサーの杉山真太郎が就任。
- 24日 - NHK、総合テレビでこの日13時より国会中継のため、プロ野球日本シリーズ『西武VS巨人』第4戦中継を教育テレビで放送[注 3]。なお当日はテレビ朝日系でも中継された。
- 27日 - 日本テレビ系土曜20時枠で、野球解説者でタレントの板東英二司会によるクイズ&ゲームのバラエティ番組『マジカル頭脳パワー!!』が放送開始。「あるなしクイズ」や「マジカルバナナ」などの企画が人気となる。その後1994年より木曜20時枠へ移動[注 4]、1999年9月まで9年間にわたって続く。
- 28日
  - フジテレビ系でこの日19時から中継放送した『'90国際親善パリ駅伝』で、現地パリの天候が悪く衛星中継の画像が大幅に乱れ、一部放送内容が変更されるなどした。そのため同局などに苦情が相次いだ。
  - フジテレビ系のテレビアニメ『ちびまる子ちゃん』の視聴率が39.9%を記録し、視聴率調査の方式が現在の形に移行されてからの歴代テレビアニメ番組の1位になる。

### 11月
- 12日 - 明仁天皇の即位の礼が執り行われ、NHK・民放各局で報道特別番組として放送[9]。
- 23日 - NHK衛星第2で『全国勝ち抜きロック選手権・第1回BSヤングバトル』決勝大会を生中継（NHKホール）。初代グランプリはGAO。以後『ヤングバトル』からはシャ乱Qなどを輩出、1999年まで10年にわたって続く。

### 12月
- 9日 - TBSが「TBS宇宙プロジェクト『日本人初!宇宙へ』」として、自局の秋山豊寛特派員の宇宙滞在の様子を中継放送。
- 24日 - クリスマス・イヴのこの日、フジテレビ系で『笑っていいとも!クリスマスイブ特大号』が放送され「いいとも!ものまね歌合戦」がスタート（2013年の『〜ラストクリスマス特大号』まで）。また深夜には明石家さんま司会の深夜特番『明石家サンタの史上最大のプレゼントショー』（第1回）放送。以後毎年クリスマスの恒例となり、2024年現在も継続中。
- 30日
  - （29日深夜）TBS系で1989年2月に開始し、バンドブームの牽引役となった『平成名物TV 三宅裕司のいかすバンド天国』（通称：イカ天）がこの日で終了、2年近くに亘る歴史に幕[10]。
  - フジテレビ系のミニ紀行・グルメ番組『くいしん坊!万才』の7代目くいしん坊を務めた俳優の村野武範がこの日の放送をもって卒業。村野は1988年1月3日から約3年間、617回に亘って出演した[11]。
- 31日
  - TBS系で『輝く!第32回日本レコード大賞』が放送。この回から大賞が「ポップス・ロック部門」と「歌謡曲・演歌部門」の2つに分けられる（1992年の第34回まで）。ポップス・ロック部門の大賞はB.B.クィーンズの「おどるポンポコリン」、歌謡曲・演歌部門の大賞は堀内孝雄の「恋唄綴り」がそれぞれ受賞。
  - 『第41回NHK紅白歌合戦』放送。テーマは「21世紀に伝える日本の歌・世界の歌」で、当時紅白史上最多となった58組の歌手が出場。紅組司会は女優の三田佳子、白組司会は俳優の西田敏行、総合司会は松平定知（当時NHKアナウンサー）がそれぞれ務めた。平均視聴率51.5%（2部。関東地区、ビデオリサーチ調べ）と、前年より4.4%上昇、久々に50%台に回復した。
  - フジテレビで、3部構成による大型年越し番組『年またぎバラエティー』を放送。
    - 第1部は『ありがとう1990年TVグランプリ』（19:00 - 22:54）で、この年フジテレビで放送された様々な番組の中から、もう一度見たい番組を視聴者にリクエストしてもらう。また番組内では、『ちびまる子ちゃん』の大晦日オリジナル作品『さくら家の大みそか』を放送した。なおこの企画は翌年から放送される『FNS大感謝祭』につながる。司会は山田邦子と、高嶋政宏・高嶋政伸兄弟。
    - 第2部は『新春夢花火』（23:00 - 1:00）。東京都・晴海で行われる年越し花火に、山本直純指揮のコンサートを送る。司会は前年放送の年越し番組『やっぱり逸見と猫が好き』に引き続き、逸見政孝が務め、番組内では『猫が好き』の「恩田三姉妹」（もたいまさこ・室井滋・小林聡美）も出演、『逸見と猫が好き』出演者が2年連続年越し番組に出演となった。
    - 第3部はウッチャンナンチャンメインの『笑いの殿堂』だが、この番組のみ関東ローカルで放送された。

## その他テレビに関する話題
年間
- フジテレビがこの年の年間視聴率で1982年から9年連続3冠王となる。

3月
- 20日 - TBS系『ギミア・ぶれいく』で暴力団の債権取り立て場面を放送。これに関連して5月9日に警視庁が暴力団員4人を逮捕。捜査の過程で警視庁はこの番組の未放送シーンを含めたビデオテープ29巻を押収。TBSはこの処分の取り消しを求めて東京地裁に準抗告を申し立て。最高裁の特別抗告の結果、7月9日にTBSの訴えを棄却した[12][13]。

4月
- 1日 - テレビ金沢（KTK、日本テレビ系）、長崎文化放送（NCC、テレビ朝日系）が開局[14]。テレビ金沢の開局により、日本海側全域に日本テレビ系列局が出揃った。

5月
- 9日 - 読売テレビがこの日13時59分より1時間以上にわたり、関西地区全域で放送が中断する事故があった[14][注 5]。

7月
- 15日 - 元NHKアナウンサーで『NHK紅白歌合戦』などの司会を担当し「おばんでございます」のフレーズで知られる、フリーアナウンサーで参議院議員も3期務めた宮田輝が死去（享年69）。なお、死去時には参議院議員在職中であった。
- 23日 - テレビの研究開発を手掛けた電子工学者の高柳健次郎が死去（享年91）。なお、当時放送中のNHK連続テレビ小説『凛凛と』では、高柳のライバルだった川原田政太郎が主人公のモデルとなっている。

9月
- 1日
  - 毎日放送（MBS。MBSメディアホールディングスの前身[注 6]）が大阪市北区茶屋町の新社屋に移転[15]。これまで本社を置いていた大阪府吹田市の千里丘放送センターは引き続き番組収録用スタジオとして2001年3月まで使用された後、2009年までに解体。
  - ティー・エックス・エヌ九州（TVQ九州放送の旧社名）設立。翌年4月1日、テレビ東京系列（TXN）第6局として開局。
- 30日 - テレビ長崎（KTN）がこの日、フジテレビ系列（FNN/FNS）と日本テレビ系列（NNN[注 7]）のクロスネットを解消。同日付でNNNを脱退し、翌日よりフジテレビ系列単独ネットとなる[注 8]。

10月
- 1日
  - NHKの東京・名古屋・大阪の各放送局で、教育テレビの音声多重放送開始[7]。
  - テレビユー富山（TUT、TBS系。後のチューリップテレビ）が開局[16]。日本海側のTBS系列局では2025年時点でTUTが最後発となる。
- 2日 - 元TBSアナウンサーで、『水戸黄門』や『兼高かおる世界の旅』を始め、『スクール☆ウォーズ』など大映テレビ制作のテレビドラマのナレーターとして知られる芥川隆行が死去（享年71）。
- 28日 - 元フジテレビ社長で、フジサンケイグループ会議議長を務めた鹿内信隆が死去（享年78）。

11月
- 30日 - 日本初の民間衛星放送局WOWOW、サービス放送開始（1991年4月1日開局）[9]。

12月
- 24日 - NHKの四国地域（高松・松山・高知・徳島）の教育テレビにて音声多重放送を開始[17]。

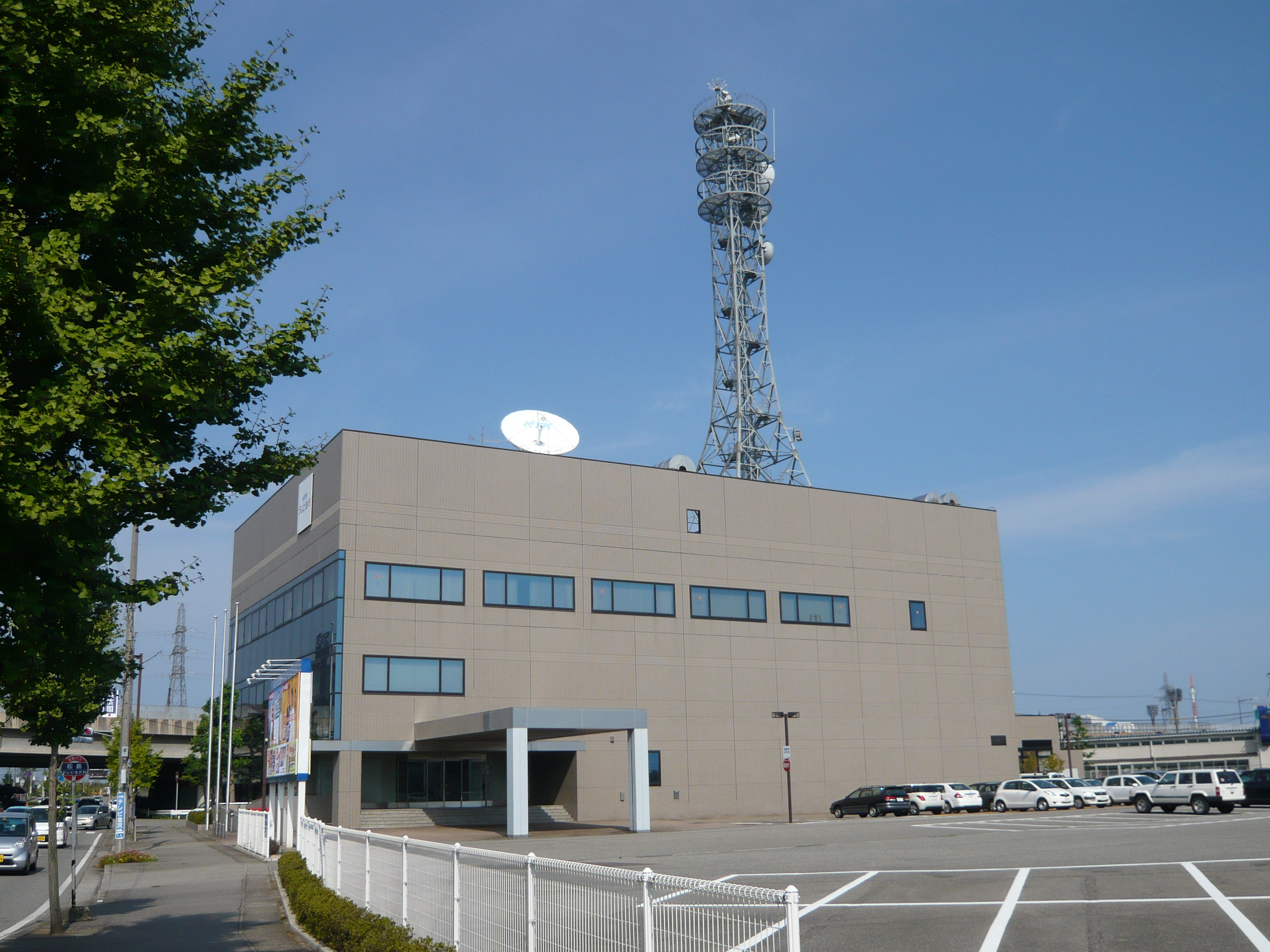
テレビ金沢 （1990年4月開局）
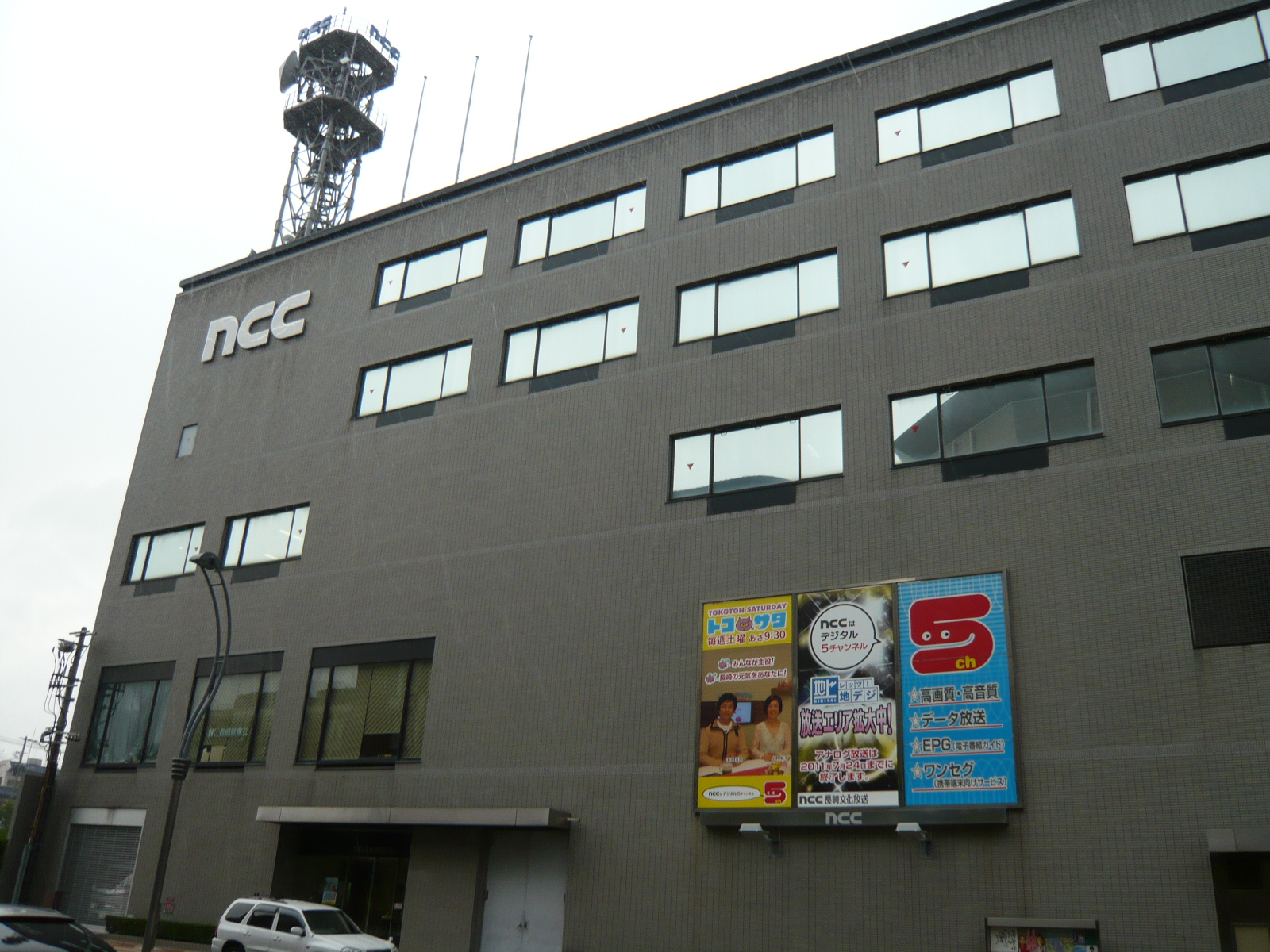
長崎文化放送 （1990年4月開局）
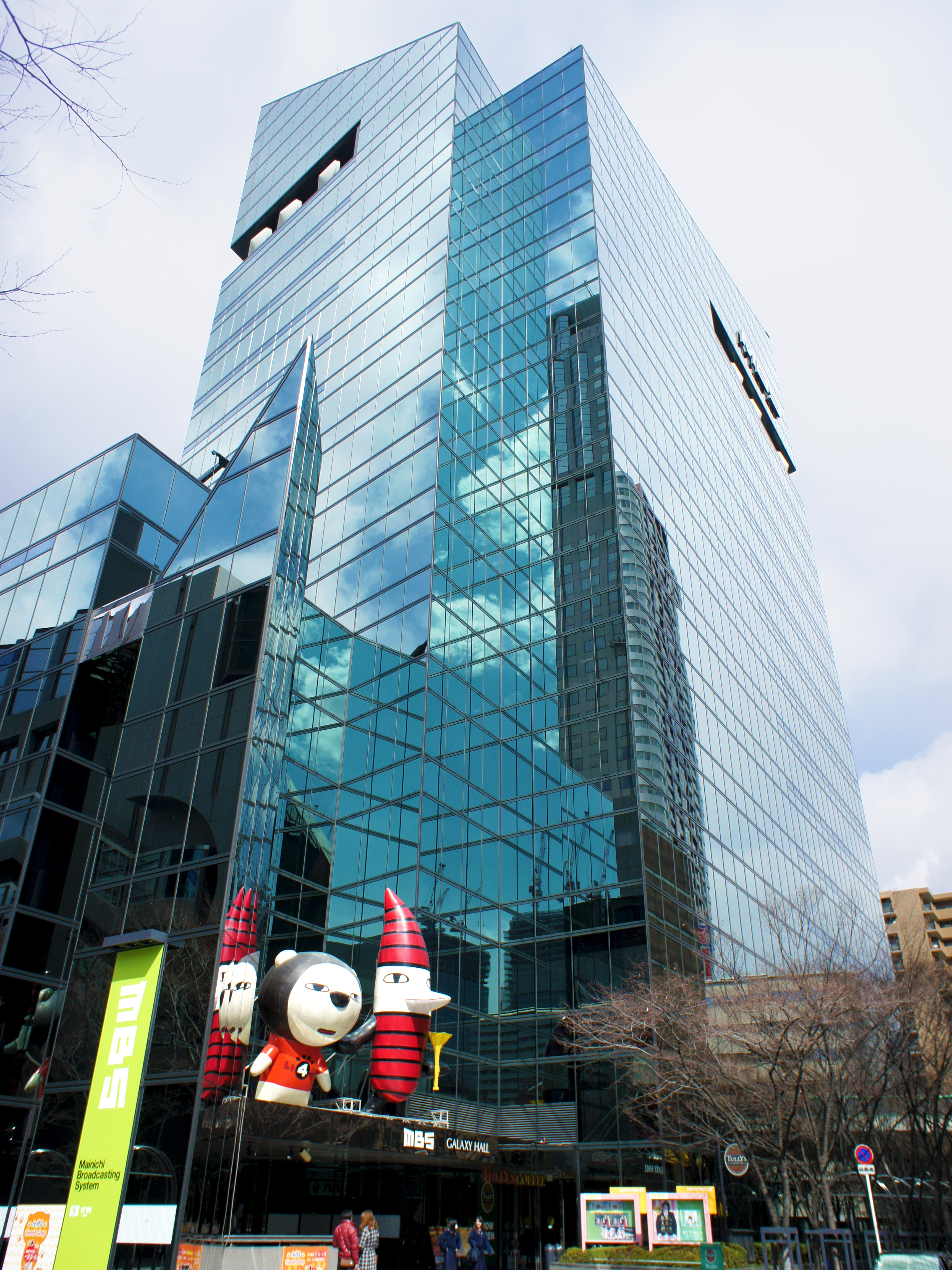
毎日放送茶屋町新社屋 （1990年9月1日稼動開始）
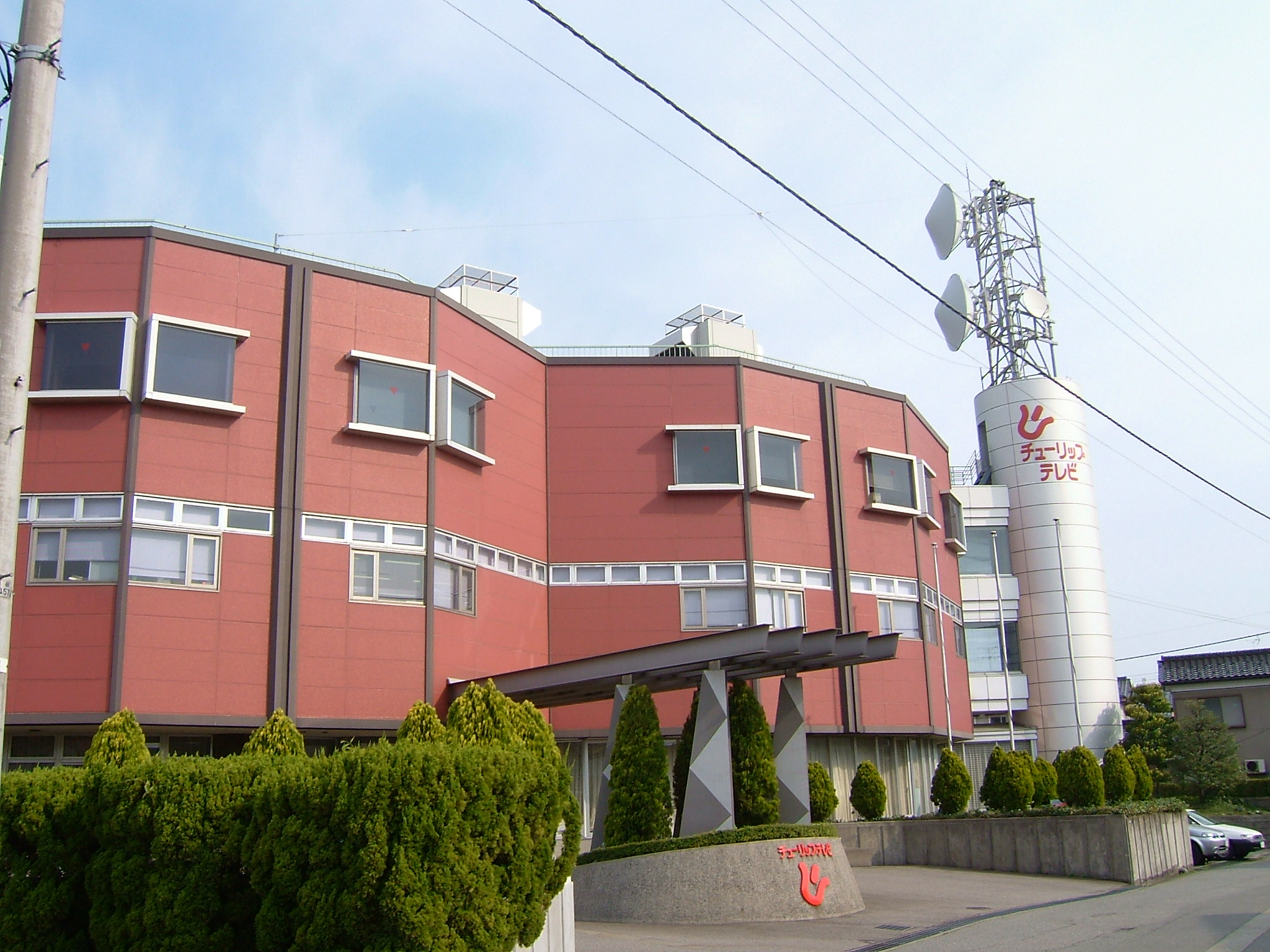
テレビユー富山 （後のチューリップテレビ。1990年10月開局）

## 開局
- 4月1日
  - テレビ金沢（サービス放送開始は、3月24日）
  - 長崎文化放送
- 10月1日 - テレビユー富山（後のチューリップテレビ）（サービス放送開始は、9月24日）

## 既存局の音声多重放送開始
- 2月19日 - テレビ大分
- 5月30日 - テレビ宮崎
- 7月19日 - 南海放送テレビ 、 テレビ愛媛
- 8月1日 - 静岡県民テレビ（後の静岡朝日テレビ）
- 8月29日 - 宮崎放送テレビ
- 9月1日 - 山形テレビ
- 10月1日 - NHK教育テレビ(放送センター(東京)・名古屋・大阪の各放送局のみ[7])、青森放送テレビ、青森テレビ
- 11月15日 - 三重テレビ
- 12月24日 - 四国地域（高松・松山・高知・徳島）のNHK教育テレビ[17]
- 期日不明 - 瀬戸内海放送

## 周年

### 番組
- 1月
  - 放送開始20周年 - NNNドキュメント（日本テレビ / NNN系列）
- 4月
  - 放送開始20周年 - RABニュースレーダー（青森放送）
  - 放送開始15周年 - パネルクイズ アタック25（朝日放送）
  - 放送開始10周年 - N響アワー（NHK教育）
  - 放送開始5周年
    - バラエティー生活笑百科（NHK大阪放送局 / NHK総合）
    - さんまのまんま（関西テレビ）
- 10月
  - 放送開始20周年 - 遠くへ行きたい（読売テレビ）
  - 放送開始15周年 - 料理天国（TBS）
  - 放送開始10周年 - JNN報道特集（TBS）
  - 放送開始5周年
    - アッコにおまかせ!（TBS）
    - クイズ!!ひらめきパスワード（毎日放送）
    - 所さんのただものではない!（フジテレビ）
    - ニュースステーション（テレビ朝日）

### 開局・放送開始
- 3月16日 - 山形放送テレビジョン放送開始30周年。
- 4月1日
  - テレビジョン放送開始35周年 - 東京放送
  - テレビジョン放送開始30周年 - 秋田放送
  - 開局20周年 - 山形テレビ、福島中央テレビ、テレビ山梨、山陰中央テレビジョン放送、テレビ山口、テレビ高知、テレビ大分、テレビ宮崎
- 6月1日 - 福井放送、琉球放送テレビジョン放送開始30周年。
- 7月1日 - NHK宮崎テレビジョン放送開始30周年。
- 8月1日 - NHK函館教育テレビジョン放送開始30周年。
- 9月1日 - NHK室蘭教育テレビジョン放送開始30周年。
- 10月1日
  - テレビジョン放送開始30周年 - 宮崎放送
  - 開局20周年 - 宮城テレビ放送
  - 開局15周年 - 東日本放送、テレビ新広島
  - 開局10周年 - テレビ信州
  - 開局5周年 - テレビせとうち
- 11月1日 - NHK旭川、仙台、福島教育テレビジョン開局30周年。
- 12月1日 - 広島ホームテレビ開局20周年。

## 記念回
- 1000回以上
  - すばらしい世界旅行（日本テレビ）- 1000回（4月29日）
  - 新婚さんいらっしゃい!（朝日放送） - 1000回（8月19日）
  - 夜のヒットスタジオSUPER（フジテレビ）- 1111回（4月25日）※10月3日番組終了（1133回）
  - 笑っていいとも!（フジテレビ）- 2000回（7月9日）
  - プロ野球ニュース（フジテレビ） - 5000回（2月2日）
- 100回以上
  - そこが知りたい（TBS） - 400回（5月15日）
  - 大岡越前（TBS）- 300回（10月8日、第11部24話）
  - 天才・たけしの元気が出るテレビ!!（日本テレビ）- 200回（3月18日）

## 視聴率
（※関東地区、ビデオリサーチ調べ）

### ドラマ
1. 連続テレビ小説 和っこの金メダル（NHK総合、3月10日）40.5%
2. 連続テレビ小説 凛々と（NHK総合、9月5日）39.5%
3. 連続テレビ小説 京、ふたり（NHK総合、12月22日）38.4%
4. ナショナル劇場 水戸黄門 第19部（TBS、2月5日）32.1%
5. ナショナル劇場 大岡越前 第11部（TBS、4月23日）30.9%
6. 大河ドラマ 翔ぶが如く・第1部（NHK総合、2月11日）29.3%
7. すてきな片想い (フジテレビ、12月17日) 26.0%
8. 世界で一番君が好き! (フジテレビ、3月26日) 25.5%

### 映画
1. 日曜洋画劇場 ダイ・ハード（テレビ朝日、10月7日）29.0%
2. 日曜洋画劇場 ロボコップ (テレビ朝日、4月1日) 28.0%
3. ゴールデン洋画劇場 バック・トゥ・ザ・フューチャー (フジテレビ、4月7日)　24.9%

### ニュース・報道
1. 開票速報（NHK総合、2月18日 21:00-21:57）33.1%
2. NHKモーニングワイド・第2部（NHK総合、9月20日）32.0%
3. - 開票速報（NHK総合、2月18日 20:30-21:00）31.9%
  - 即位の礼・正殿の儀（NHK総合、11月12日）31.9%
4. 即位の礼・祝賀御列の儀（NHK総合、11月12日）29.0%

### スポーツ
1. プロボクシング・世界ヘビー級タイトル戦「マイク・タイソン×ジェームス・ダグラス」（日本テレビ、2月11日）38.3%
2. 大相撲初場所・10日目（NHK総合、1月16日 17:35-18:00）33.2%
3. 第11回アジア大会（NHK総合、9月30日 17:35-18:00）29.2%
4. '90東京国際マラソン（日本テレビ、2月12日）29.1%

### バラエティ・歌番組
1. 第41回NHK紅白歌合戦・第2部（NHK総合、12月31日）51.5%
2. 火曜ワイドスペシャル 第8回爆笑!スターものまね王座決定戦（フジテレビ、12月4日）34.6%
3. 第41回NHK紅白歌合戦・第1部（NHK総合、12月31日）30.6%

### アニメ
1. ちびまる子ちゃん（フジテレビ、10月28日）39.9%
2. サザエさん（フジテレビ、10月28日）36.4%

## テレビ番組

### テレビドラマ

#### NHK
- 大河ドラマ 翔ぶが如く（主演：西田敏行）
- 連続テレビ小説
  - 凛凛と（出演：荻野目洋子、田中実 他）
  - 京、ふたり（主演：山本陽子、畠田理恵 他）
- 水曜ドラマ
  - 愛されてますかお父さん

#### 日本テレビ系
- 日本テレビ火曜8時枠時代劇
  - 八百八町夢日記（第1シリーズ/主演：里見浩太朗 他）（1989年10月10日-1990年10月2日）
  - 長七郎江戸日記（第3シリーズ/主演：里見浩太朗 他）（10月16日-1991年9月24日）
- 金曜8時
  - 刑事貴族（出演：松方弘樹、舘ひろし、黒木瞳、布施博、郷ひろみ 他）
- グランド劇場
  - いけない女子高物語
  - 外科医有森冴子（第1シリーズ／主演：三田佳子）
  - 火の用心（主演：とんねるず）
  - お父さん（主演：古谷一行）
- 朝の連続ドラマ（よみうりテレビ制作）
  - 花真珠（主演：岩崎良美）
  - いのち草（主演：岡まゆみ）

スペシャルドラマ
- M8.5直下型東京大地震（出演：岸部一徳、余貴美子、長谷川哲夫 他） - 4月9日
- キスの温度〜いちばん近い他人〜（出演：柳葉敏郎、鈴木保奈美 他）- 5月9日
- 外科医・有森冴子スペシャル'90秋（主演：三田佳子）- 10月6日
- 風流太平記（主演：松平健）- 10月7日
- 年末時代劇スペシャル 勝海舟 - 12月30日・31日

#### TBS系
- ナショナル劇場
  - 大岡越前・第11部（出演：加藤剛、竹脇無我 他）
  - 水戸黄門・第20部（出演：西村晃、あおい輝彦、伊吹吾朗、中谷一郎、細川直美 他）
- 火8
  - びんた（主演：賀来千香子）
  - トップスチュワーデス物語（出演：山田邦子、井森美幸、有森也実、田中美奈子 他）
  - 愛してるよ!先生（主演：山瀬まみ）
  - スクール・ウォーズ2（主演：山下真司）
- 木9
  - HOTEL（出演：松方弘樹、紺野美沙子、高嶋政伸 他）
  - ホットドッグ（出演：柳葉敏郎、仙道敦子、大沢樹生 他）
  - 芸能社会（出演：時任三郎、南野陽子 他）
  - 橋田壽賀子ドラマ 渡る世間は鬼ばかり第1シリーズ　　（出演：赤木春恵　他）
- 金9
  - 卒業（出演：中山美穂、仙道敦子、織田裕二 他）
  - 予備校ブギ（出演：緒形直人、的場浩司、織田裕二 他）
  - はいすくーる落書2（主演：斉藤由貴）
  - クリスマス・イブ（主演：仙道敦子、吉田栄作）
- 金曜ドラマ
  - 想い出にかわるまで（出演：今井美樹、石田純一 他）
  - 誘惑（出演：篠ひろ子、林隆三、紺野美沙子、吉田栄作 他）
  - 都会の森（主演：高嶋政伸）
  - 男について（出演：浅野ゆう子、いしだあゆみ 他）
- 浮浪雲（出演：大原麗子、ビートたけし 他）
- 花王 愛の劇場
  - ああ結婚
  - 夏色のアルバム

スペシャルドラマ
- 新春大型時代劇スペシャル 源義経（主演：東山紀之） - 1月1日
- 時間ですよ新春スペシャル 梅の湯の結婚式はギャグでいっぱい - 1月2日
- ビートたけしの痛快時代劇 なめくじ長屋捕物さわぎ - 1月6日
- 柳生十兵衛（主演：時任三郎） - 1月6日
- 昭和のチャンプ たこ八郎物語（主演：片岡鶴太郎） - 3月5日[注 9]
- 愛と哀しみの海 戦艦大和の悲劇（出演：藤竜也、倍賞千恵子、髙嶋政宏、沢口靖子 他）- 8月15日
- ホテルスペシャル'90秋 姉さん事件です! - 10月4日
- 悪魔の手毬唄（主演：古谷一行）- 10月5日
- 三姉妹（出演：若尾文子、大原麗子、浅野ゆう子、小林桂樹）- 10月6日
- 怪傑黒頭巾（主演：高橋英樹） - 10月7日
- 時間ですよ殺人事件 - 10月15日（出演：森光子、井森美幸 他）[注 9]
- 忠臣蔵（主演：ビートたけし）- 12月26日
- 3年B組金八先生スペシャル（主演：武田鉄矢）- 12月28日
- 木枯し紋次郎スペシャル 年に一度の手向け草（主演：岩城滉一）- 12月28日
- 年末年始ザ・ホスピタル 生命を支える男女 - 12月29日

#### フジテレビ系
- 月9
  - 世界で一番君が好き!（出演：浅野温子、三上博史、工藤静香 他）
  - 日本一のカッ飛び男（主演：田原俊彦、時任三郎）
  - キモチいい恋したい!（出演：安田成美、吉田栄作、田中美奈子、森尾由美 他）
  - すてきな片想い（主演：中山美穂、柳葉敏郎）
- 木8
  - いつも誰かに恋してるッ（出演：宮沢りえ、真木蔵人、西田ひかる 他）
  - 世にも奇妙な物語（ストーリーテラー：タモリ）
  - いつか誰かと朝帰りッ（出演：宮沢りえ、風間トオル、西田ひかる、加勢大周 他）
- 木曜劇場
  - 恋のパラダイス（出演：浅野ゆう子、本木雅弘、石田純一、陣内孝則、鈴木保奈美 他）
  - パパ!かっこつかないゼ（主演：柴田恭兵）
  - ニューヨーク恋物語II 男と女（主演：田村正和）
- 月7:30
  - テニス少女夢伝説!愛と響子（主演：渡辺美奈代、万里洋子）
- 水曜時代劇
  - 照姫七変化（主演：沢口靖子）
  - 神谷玄次郎捕物控（主演：古谷一行）
  - 鬼平犯科帳（第2シリーズ／主演：中村吉右衛門）
- 妻たちの劇場
  - 泣きっ面に姑第1シリーズ
- 東海テレビ制作昼の帯ドラマ
  - 炎の旅路
  - ラストダンス
  - 新金色夜叉 百年の恋
- 子供、ほしいね - 深夜枠
- やっぱり猫が好き - 土曜19時30分枠（10月 - 1991年9月）

スペシャルドラマ
- 季節はずれの海岸物語（主演：片岡鶴太郎） - 1月2日、10月11日
- 抱きしめたい!'90 - 1月3日
- 愛しあってるかい!卒業式スペシャル - 4月4日
- オレゴンから愛II オレゴン日記'90（主演：古谷一行） - 8月31日
- 結婚式（出演：古手川祐子、平田満 他）- 9月27日
- 獄門島（主演：片岡鶴太郎）- 9月28日

#### テレビ朝日系
- 水曜9時
  - はぐれ刑事純情派（第3シリーズ／主演：藤田まこと）
  - さすらい刑事旅情編III（主演：三浦洋一）
- 木曜時代劇
  - 続々・三匹が斬る!
  - 名奉行遠山の金さん（第3シリーズ／主演：松方弘樹）
- 木曜ドラマ
  - 高円寺純情商店街（出演：藤竜也、市毛良枝 他）
  - 東京湾ブルース（出演：緒形直人、大地康雄、かたせ梨乃 他）
- テレビ朝日土曜時代劇
  - 将軍家光忍び旅（出演：三田村邦彦、コロッケ 他）
- 日曜8時
  - ザ・刑事（出演：水谷豊、片岡鶴太郎 他）
  - 代表取締役刑事（出演：舘ひろし、渡哲也 他）
- 新・部長刑事 アーバンポリス24（朝日放送、関西ローカル）

スペシャルドラマ
- 新吾十番勝負 - 1月3日
- 白い巨塔（主演：村上弘明） - 4月2日・3日
- Dr.クマひげIV 新宿駅ウラ診療所 隣室の美女（主演：滝田栄／朝日放送制作）※シリーズ最終回- 9月11日[注 10]
- ご存知!旗本退屈男V 甲府城に渦巻く暗雲!妖艶くノ一忍者と虚無僧軍団!謎の花嫁御殿!! - 10月6日
- ダブル・パニック'90 ロス警察大捜査線（主演：中村雅俊） - 10月14日[注 11]
- 必殺スペシャル（朝日放送制作）
  - 必殺スペシャル・新春 大暴れ仕事人! 横浜異人屋敷の決闘 - 1月3日
  - 必殺スペシャル・春 勢ぞろい仕事人! 春雨じゃ、悪人退治 - 4月6日
  - 必殺スペシャル・秋! 仕事人vsオール江戸警察 - 10月5日

#### テレビ東京系
- 金曜夜9時枠時代劇
  - 付き馬屋おえん事件帳（出演：山本陽子、山城新伍 他）
  - あばれ八州御用旅（主演：西郷輝彦）
  - 江戸・中町奉行所（主演：丹波哲郎）
  - 大江戸捜査網（主演：橋爪淳）
- 日曜9時
  - 優しいだけがオトコじゃない（出演：コント赤信号 他）
  - ウッチャンナンチャンのコンビニエンス物語（主演：内村光良、南原清隆）
  - ぼくが医者をやめた理由（主演：阿部寛）
  - 女キャスター物語（出演：紺野美沙子、鳥越マリ、大沢逸美、薬丸裕英 他）
  - 月影兵庫あばれ旅II（主演：村上弘明）※時代劇
- 水曜8時枠
  - 泥棒に手を出すな!（出演：田中好子、佐藤浩市 他）

スペシャルドラマ
- 12時間ワイド時代劇 宮本武蔵 - 1月2日

### テレビアニメ
- 平成天才バカボン（フジテレビ）
- ちびまる子ちゃん（フジテレビ）第1シリーズ
- つる姫じゃ〜っ!（日本テレビ）
- ハウス世界名作劇場 私のあしながおじさん（フジテレビ）
- キャッ党忍伝てやんでえ（テレビ東京）
- 勇者エクスカイザー（名古屋テレビ） - 『勇者シリーズ』第1作
- 魔神英雄伝ワタル2（日本テレビ） - 29話からは『超激闘（ファイト）編』に副題
- アイドル天使ようこそようこ（テレビせとうち）
- 銀河英雄伝説（テレビ東京）- 初の本格的な深夜アニメ
- NG騎士ラムネ&40（テレビ東京）
- 英語であそぼう(たんけんゴブリン島) (NHK教育)
- 楽しいムーミン一家（テレビ東京）
- ふしぎの海のナディア（NHK総合）
- もーれつア太郎（テレビ朝日）リメイク版
- ガタピシ（テレビ朝日）
- 魔法少女レインボーブライト (NHK BS2)
- 魔法のエンジェルスイートミント（テレビ東京）
- ロビンフッドの大冒険（NHK BS2）
- カラス天狗カブト（NHK BS2）
- まじかる☆タルるートくん（朝日放送）
- からくり剣豪伝ムサシロード（日本テレビ）
- RPG伝説ヘポイ（テレビ東京）
- 八百八町表裏 化粧師（TBS）-『ギミア・ぶれいく』の1コーナーとして放送
- PEACH COMMAND 新桃太郎伝説（テレビ東京）
- 三丁目の夕日（毎日放送）
- 三つ目がとおる（テレビ東京）
- 江戸っ子ボーイ がってん太助（テレビ東京）
- ピグマリオ（テレビ東京）
- 滝田ゆう落語劇場「アニメ版」(TBSテレビ)

スペシャルアニメ
- オバタリアン（テレビ朝日）- 4月3日
- ルパン三世 ヘミングウェイ・ペーパーの謎（日本テレビ）- 7月20日（金曜特別ロードショー）
- ミラクルジャイアンツ童夢くんスペシャル めざせV2!うなれ友情の新魔球!!（日本テレビ）- 9月1日
- コボちゃんスペシャル 秋がいっぱい!（よみうりテレビ）- 9月15日
- ドラゴンボールZ たったひとりの最終決戦〜フリーザに挑んだZ戦士 孫悟空の父〜（フジテレビ）- 10月17日

### 特撮番組
- 美少女仮面ポワトリン（フジテレビ）
  - 出演：花島優子、斉木しげる、鈴木清順 他
- 特警ウインスペクター（テレビ朝日）- レスキューポリスシリーズ第1弾。メタルヒーローシリーズは同作品より3年間この路線となる。
  - 出演：山下優、宮内洋 他
- 地球戦隊ファイブマン（テレビ朝日）
  - 出演：藤敏也、信達谷圭、小林良平、宮田かずこ、早瀬恵子、松本利香 他

### 報道・情報番組
- NHKニュース21（NHK総合）[2]
- NHKミッドナイトジャーナル（NHK総合）[3]
- 大追跡（日本テレビ） - 中断あり。
- これが問題!土曜8時（よみうりテレビ） - 12月終了
- ニューススクランブル（よみうりテレビ）
- JNNニュースの森（平日の全国ニュース部分のみ二か国語）（TBS）
- ビッグモーニング（TBS）
- サンデーピアス（毎日放送）
- ミックスパイください（中部日本放送）
- FNN朝駆け第一報!（フジテレビ）
- 朝だ!どうなる（フジテレビ）
- 奥さまお手をどうぞ!（フジテレビ）
- FNN NEWSCOM（フジテレビ）
- 今夜は!好奇心（フジテレビ）
- TV PLUS PRESS（フジテレビ）
- FNN東海テレビスーパータイム（東海テレビ）※改題
- スーパーSAT（仙台放送）
- NSTスーパータイム（新潟総合テレビ）※改題
- NBSスーパータイム NEWS&SPORTS（長野放送）※改題
- ANN 530ステーション（テレビ朝日）
- TVいま時あの時（テレビ朝日）
- CNNデイブレイク（テレビ朝日）
- 桂三枝のにゅーすコロンブス（朝日放送）
- ncc 630ステーション（長崎文化放送）
- 徳光のTVコロンブス（テレビ東京）
- 週刊Nanだ!Canだ!（北海道テレビ放送）

### スポーツ番組
- スポーツジョッキー 中畑クンと徳光クン→中畑&徳光のスポーツ熱中宣言（日本テレビ）

### バラエティ番組
- EXテレビ（月曜日のみステレオ）（日本テレビ・よみうりテレビ）
- 所さんのまっかなテレビ（日本テレビ）4月 - 6月
- 世界まる見え!テレビ特捜部（日本テレビ）第1期、7月 - 9月
- TVマンモス（日本テレビ）
- ウッチャンナンチャンのSHA・RA・RA（日本テレビ）
- 蝶々・たけしの21世紀まで待てない!!（よみうりテレビ）
- 丹波・山瀬のパニックTV（よみうりテレビ）
- 怪傑黄金時間隊!!（TBS）
- いきなり!クライマックス（TBS）
- 痛快!明石家電視台（毎日放送）
- 明石家サンタの史上最大のクリスマスプレゼントショー（フジテレビ）
- 週刊スタミナ天国（フジテレビ）
- ウッチャンナンチャンの誰かがやらねば!（フジテレビ）
- ウッチャンナンチャンのやるならやらねば!（フジテレビ）
- 鶴太郎のギャグハラスメント（フジテレビ）
- ザ・ウォッチング!!（フジテレビ）
- 上岡龍太郎にはダマされないぞ!（フジテレビ）
- ナイトモーニン（関西テレビ）
- 三枝の激闘スタジアム（関西テレビ）
- カッ飛び!花マル塾（テレビ朝日）
- ビデオあなたが主役（テレビ朝日）
- （痛快コミック!）今夜もイッキに大回転!!（テレビ東京）
- スーパーマリオクラブ（テレビ東京）
- 所さんのもしも突撃隊!!（テレビ東京）

### クイズ番組
- マジカル頭脳パワー!!（日本テレビ）
- 世界まるごと2001年（毎日放送）
- クイズ&ゲーム太郎と花子（フジテレビ）
- 世界の常識・非常識!（フジテレビ）
- 所さんの家族まるだし（テレビ朝日）
- クイズおもしろTV（テレビ朝日）
- 人生クイズ 冠婚葬祭（テレビ朝日）
- クイズ仕事人（朝日放送）
- タモリの音楽は世界だ（ステレオ）（テレビ東京）

### トーク番組
- 悠々!お昼です（TBS）
- 今宵はKANKURO（毎日放送）
- チョット待った!!（フジテレビ）
- 新伍&紳助のあぶない話（関西テレビ）

### 音楽番組
- BSヤングバトル（ステレオ）（NHK BS2）
- 夜も一生けんめい（ステレオ）（日本テレビ）
- SOUND ROOF（日本テレビ）
- ナリキーばんど講座（TBS）
- ヒットパレード90's（ステレオ）（フジテレビ）
- 19XX（フジテレビ）
- DANCE・DANCE・DANCE（フジテレビ）

### 教養・ドキュメンタリー番組
- NHK子どもパビリオン（NHK総合）
- 母と子のテレビ絵本（ステレオ[注 12]）（NHK）- 教育で本放送、総合で再放送。[18]
- 英語であそぼ（NHK教育）
- ともだちいっぱい（4月、モノラル放送で開始。10月からステレオ化）（NHK教育）- 毎週水～土（本放送）の帯番組[19]
  - つくってあそぼ（水曜日）
  - なかよくあそぼ（木曜日）
  - しぜんとあそぼ（金曜日）
  - うたってあそぼ（土曜日）
- こどもにんぎょう劇場（NHK教育）
- おはなしのくに（NHK教育）
- はてなをさがそう（NHK教育）
- はてなにタックル（NHK教育）
- はてな・サイエンス（NHK教育）
- のびのびノンちゃん（NHK教育）
- ステップ&ジャンプ（NHK教育）
- 中学・高校アワー（NHK教育）
- 青春トーク&トーク（NHK教育）
- カノッサの屈辱（フジテレビ）
- とことんニホン語（テレビ東京）

### 紀行番組
- 日立 地球トライアル（日本テレビ）
- 風まかせ 新・諸国漫遊記（フジテレビ）
- 地球キャッチミー（朝日放送）
- 九州街道ものがたり（九州朝日放送）
- Railway Story（WOWOW） - 12月7日開始（サービス放送）

### 映画番組
- 水曜ロードショー（二か国語、モノラル）（TBS）
- 特選・日本映画（テレビ東京）

### 単発特別番組枠
- 金曜テレビの星!（随時ステレオ）（TBS）
- 金曜（→木曜）ファミリーランド（随時ステレオ）（フジテレビ）
- 花王ファミリースペシャル（随時ステレオ）（関西テレビ）
- スペシャル90（テレビ東京）

### 特別番組
- 1月1日
  - 平成あっぱれテレビ（日本テレビ）
- 4月29日[20] - ローリング・ストーンズ日本公演（ステレオ）（日本テレビ）
- 5月4日 - 昭和30年代 戦後日本はこのときつくられた（テレビ東京）
- 5月24日 - マドンナ日本公演（ステレオ）（日本テレビ）[注 13]
- 10月10日 - FNS1億2,000万人のクイズ王決定戦!（フジテレビ）第1回
- 12月9日 - TBS宇宙プロジェクト 日本人初!宇宙へ（TBS）
- 12月24日 - 明石家サンタの史上最大のプレゼントショー（フジテレビ）「明石家サンタ」第1回
- 12月31日
  - FNS大感謝祭（フジテレビ）

#### 2回以上放送のシリーズ番組
- 1月1日
  - 第27回新春スターかくし芸大会（フジテレビ）
- 1月15日 - '90NHK青春メッセージ（NHK総合）※改題
- 1月24日 - 第4回オールスタープロ野球12球団対抗歌合戦（フジテレビ）[注 14]
- 4月2日、10月1日 - '90FNS番組対抗!なるほど!ザ・春秋の祭典（フジテレビ）
- 4月3日、10月2日 - クイズまるごと大集合（TBS）
- 4月29日 - 広告大賞'90（フジテレビ）
- 5月5日、6日、7日 - いま“地球の子どもたちは”（NHK総合）[注 15]
- 5月9日 - ビートたけしのスポーツのススメ（テレビ朝日）[注 16]
- 7月21日〜22日 - FNSスーパースペシャル 1億人のテレビ夢列島'90（フジテレビ / FNS各局）
- 8月25日〜26日 - 24時間テレビ13 愛は地球を救う（一部ステレオ）（日本テレビ）
- 10月2日 - スター千一夜スペシャル（フジテレビ）
- 10月16日 - スターと競演!ちびっこなつメロ歌合戦（フジテレビ）[注 14][21]
- 10月25日〜11月22日 - 史上最大!第14回アメリカ横断ウルトラクイズ（日本テレビ）[注 13]
- 11月4日 - ひとりでできるもん!（NHK教育）※パイロット版
- 11月29日 - 日本歌謡大賞（ステレオ）（日本テレビ）
- 12月11日 - '90FNS歌謡祭（ステレオ）（フジテレビ）- この年で「FNS歌謡大賞」を廃止。
- 12月13日 - 第23回全日本有線放送大賞（ステレオ）（よみうりテレビ）
- 12月21日
  - 第23回日本有線大賞（ステレオ）（TBS）
  - ドリフのクリスマスプレゼント大全集（フジテレビ）[注 17]
- 12月31日
  - 第41回NHK紅白歌合戦（ステレオ）（NHK総合・BS2）
  - 輝く!第32回日本レコード大賞（ステレオ）（TBS）
- 12月31日 - 1991年1月1日
  - ゆく年くる年（NHK総合）
  - サザンオールスターズ年越しライブ（ステレオ）（TBS）
  - ロックンロール・バンドスタンド（ステレオ）（NHK BS1）

#### レギュラー番組のスペシャル版
- 1月1日
  - 新春笑点スペシャル（ステレオ）（日本テレビ）
- 1月7日 - 神様お手上げ特番!!世紀末みんなで笑えば怖くない!!北野たけし邸の豪華新年会 元気スペシャル（日本テレビ）[22]
- 3月26日 - 今夜で最後!すべて見せます 紅白歌のベストテンから歌のトップテン 〜さよなら、ありがとう〜（ステレオ）（日本テレビ）トップテンシリーズ最終回
- 12月24日 - 笑っていいとも!クリスマスイブ特大号（フジテレビ）
- 12月31日 
  - 大みそかだよ!ドラえもん（テレビ朝日）
  - 帰って来たDr.スランプ アラレちゃんスペシャル（フジテレビ）

#### 即位の礼・即位礼正殿の儀
- NHK総合
  - 即位の礼 賢所 大前の儀（8:35 - 10:25）[23]
  - 即位の礼 正殿の儀（12:20 - 14:00）[24]
  - 即位の礼 祝賀御列の儀（15:00 - 16:10）[25]
  - ニュースセンター特集 「即位の礼」 饗宴の儀始まる 即位の礼ハイライト（19:30 - 21:15）[26]
- 日本テレビ
  - 天皇陛下即位の礼（12:45 - 14:00）[27]
  - よみがえるご結婚パレード（15:00 - 16:40）[27]
  - 美智子皇后と歩まれた愛の31年（19:00 - 20:54）[27]
- TBS
  - 華麗なる平成即位絵巻（8:30 - 11:00・12:30 - 14:00・15:00 - 16:30）[27]
  - 両陛下愛と感動の31年 即位礼のすべて（19:00 - 20:54）[27][28]
- フジテレビ
  - 特別番組「即位の礼・賢所大前の儀」（8:30 - 9:55）[27]
  - 特別番組「即位の礼・正殿の儀」（12:45 - 14:00）[27]
  - 特別番組「即位の礼・祝賀御列の儀」（15:00 - 16:30）[27]
- テレビ朝日
  - きょう即位の礼（9:30 - 10:30）[27]
  - 天皇陛下即位を宣言（12:00 - 14:00）[27]
  - 華麗なる即位パレード完全中継（15:00 - 16:50）[27]
- テレビ東京
  - 特別番組「即位礼・正殿の儀」（13:00 - 13:55）[27]
  - 第125代平成の天皇即位「皇太子時代から現代まで56年余の歩み」（14:00 - 15:00）[27]
  - 祝賀御列の儀（15:00 - 16:25）[27]
  - 特別番組「厳かに即位の礼」（19:00 - 20:24）[27]

### 既存番組の音声多重化（年内開始番組を除く）

#### ステレオ放送化
- ワンツー・どん（NHK教育）- 10月1日から[29]
- うたって・ゴー（NHK教育）- 10月2日から[29]
- N響アワー（NHK教育）- 10月6日から[30]
- 芸能花舞台（NHK教育）- 10月6日から[30]
- 芸術劇場（NHK教育）- 10月7日から随時[30]

#### 二か国語放送化
- フラグルロック（NHK教育）- 10月6日から[8]

#### 2音声多重放送化
- セサミストリート（NHK教育）- 10月6日から（副音声は、主音声の英語に対しての日本語による解説）[31]

## 各局のキャンペーン
- 「3.14倍の春です」（日本テレビ、春）
- 「それ、世の中動かしてみませんか。」（フジテレビ、春）
- 「フジテレビが、LOVEと言い始めた。」（フジテレビ、秋）